# Ниво технолошке спремности
Ниво технолошке спремности (енгл. Technology Readiness Level, скраћено TRL) је метода процене технолошке зрелости критичних елемената технологије. Одређује се у поступку процене технолошке спремности који испитује програмске концепте, технолошке захтеве и демонстрира могућности технологије. Базиран је на скали од 1 до 9, при чему 9 означава најзрелију технологију. Коришћење TRL-а омогућава конзистентну, униформну дискусију о фази технолошке зрелости за различие типове технологија. 